# Якимович, Алесь Иванович
Александр (Алесь) Иванович Якимо́вич (17 января 1904 — 15 января 1979) — белорусский советский писатель, поэт и переводчик. Заслуженный деятель культуры Белорусской ССР (1968).

## Биография
Алесь Якимович родился 4 (17 января) 1904 года в деревне Чурилово (ныне Узденский район, Минская область, Беларусь). Окончил Белорусский педагогический техникум (1926) и литературно-лингвистическое отделение педагогического факультета БГУ имени В. И. Ленина (1930).
В годы Великой Отечественной войны до осени 1942 года был в эвакуации и сначала преподавал в средней школе в Чистополе, затем работал ответственным секретарем районной газеты в Казахстане. С октября 1942 года — в рядах РККА, командовал стрелковым взводом, затем ротой, под Харьковом был тяжело ранен (1943). В 1943—1944 годах жил в Москве, занимался редакторской работой.
После освобождения Белоруссии в 1944 году вернулся в Минск.
Член ВКП(б) с 1947 года. Член СП СССР с 1934 года.
Умер 15 января 1979 года. Похоронен на Восточном кладбище в Минске.

## Заслуги и награды
- заслуженный деятель культуры БССР (1968)
- Государственная премия БССР (1974) — за повести «Адкуль ліха на свеце», «Канец сервітуту» и «Кастусь Каліноўскі»
- два ордена Трудового Красного Знамени (в т.ч. 25.02.1955)
- медали

## Память
Именем Якимовича названа школа в деревне Зеньковичи Узденского района.